# Elsa Maxwell
Elsa Maxwell (Keokuk, 24 maggio 1883 – New York, 1º novembre 1963) è stata una giornalista e scrittrice statunitense, organizzatrice di eventi mondani.

## Biografia
Iniziò la sua carriera come pianista agli albori del Novecento, ma dopo questa breve parentesi cominciò ad organizzare serate mondane a Monaco e Venezia. Proprio ad una di queste serate Rita Hayworth incontrò il principe Ali Khan nel 1948 e fu lì che la giornalista conobbe Maria Callas alla quale presentò Aristotele Onassis. La Maxwell, innamorata della Callas, tentò per anni di sedurla in ogni modo, senza successo.
Elsa Maxwell fondò una rivista, Elsa Maxwell's Café Society, ma ne uscì un solo numero.

## Filmografia
- La taverna delle stelle (Stage Door Canteen), regia di Frank Borzage (1943)
- Rapsodia in blu (Rhapsody in Blue), regia di Irving Rapper (1945)

## Libri
- I Married the World / Ho sposato il mondo, W. Heinemann, 1955.